# Chêne-Pâquier
Chêne-Pâquier är en ort och kommun i distriktet Jura-Nord vaudois i kantonen Vaud, Schweiz. Kommunen har 176 invånare (2023).